# Bernhard Schwarz (Ingenieur)
Bernhard Schwarz (* 1954 in Stuttgart) ist ein deutscher Ingenieur und Hochschullehrer. Von 2007 bis 2013 war er Rektor der Hochschule Esslingen.

## Leben
Bernhard Schwarz studierte nach dem Abitur und dem Wehrdienst Elektrotechnik an der Universität Stuttgart. Nach dem Studienabschluss 1980 war er für sechs Jahre Wissenschaftlicher Mitarbeiter am Institut für Leistungselektronik und Elektrische Antriebe der Universität Stuttgart. Nach seiner Promotion zum Doktoringenieur mit dem Thema Beiträge zu reaktionsschnellen und hochgenauen Drehstrom-Positioniersystemen arbeitete Bernhard Schwarz von 1986 bis 1993 als Technischer Leiter bei der Firma AMK Arnold Müller GmbH & Co. KG in Kirchheim unter Teck.
1993 erfolgte der Ruf als Professor an die Fachhochschule für Technik Esslingen am Campus Göppingen für die Gebiete Elektrotechnik, Aktorik/Sensorik und Regelungstechnik. Nach zwei Jahren wurde er Dekan des Fachbereichs Mechatronik; dieses Amt begleitete er bis 2002. 1997 wurde unter seiner Leitung der Studiengang Automatisierungstechnik eingerichtet.
Nach dem Aufbau des neuen Fachbereichs Mechatronik, dem Ausbau des Hochschulstandortes Göppingen, der Gründung des Kompetenznetzwerkes Mechatronik und dem Einstieg in das Führungsteam des Steinbeis-Transferzentrums Mikroelektronik und Systemtechnik beschäftigte sich Bernhard Schwarz mit dem Aufbau der Partnerschaft mit der mexikanischen Universität Tec de Monterrey und dem Aufbau der Chinesisch-Deutschen Hochschule für Angewandte Wissenschaften in Shanghai. Von 2007 bis 2013 war er Rektor der Hochschule Esslingen.
Bernhard Schwarz ist verheiratet und hat zwei Kinder.

## Werke (Auswahl)
- Bernhard Schwarz: Beiträge zu reaktionsschnellen und hochgenauen Drehstrom-Positioniersystemen. Universität Stuttgart, Dissertation, Stuttgart 1986.